# Tianwen 3
Tianwen 3 (chinois : 天问三号 ; pinyin : tiānwèn sān hào ; litt. « question au ciel 3 ») est une mission spatiale dont l'objectif est de ramener un échantillon du sol de la planète Mars d'environ 600 grammes sur Terre pour permettre son analyse. Cette mission de l'administration spatiale nationale chinoise (CNSA), l'une des agences spatiales de la Chine, est développée et construite par la Société de sciences et technologies aérospatiales de Chine (CASC), le principal industriel chinois du secteur spatial. Le projet fait suite à la mission Tianwen-1 qui réussit à atterrir sur Mars et à déployer le rover Zhurong en mai 2021, et se base également sur l'héritage du programme Chang'e, en particulier les missions de retour d'échantillons lunaires Chang'e 5 et Chang'e 6.
L'objectif scientifique principal de cette mission de retour d'échantillons martiens est de rechercher d'éventuelles traces de vie passées sur Mars, mais aussi d'étudier la géologie, la structure interne, et l'atmosphère de la planète. L'atterrisseur est pour ce faire équipé d'un bras robotique et d'une foreuse capable d'atteindre 2 mètres de profondeur, ainsi que d'instruments fournissant le contexte géologique. Il emporte également un drone expérimental assistant l'échantillonnage. Une fois récoltés les échantillons sont placés en orbite autour de Mars à l'aide d'un lanceur puis récupéré par un orbiteur au cours d'un rendez-vous spatial. Ce dernier est ensuite chargé de les ramener sur Terre. Les deux orbiteurs de la mission sont par ailleurs équipés d'instruments tels que des caméras et d'un magnétomètre pour étudier la surface, la structure interne, et l'atmosphère de Mars.
La mission est développée dans un contexte de rivalité internationale avec le projet américano-européen Mars Sample Return qui poursuit des objectifs similaires. L'architecture plus complexe retenue par la NASA repose d'abord sur le rover Perseverance lancé en 2020 et chargé de collecter les échantillons, avec le retour sur Terre dans un second temps. Mais le projet rencontre des dépassements de coût importants et est menacé d'annulation en 2025. Le retour d'échantillons martien est considéré depuis des décennies comme un des objectifs principaux de l'exploration du système solaire et s'accompagnerait d'un prestige considérable.
Chacune des deux sondes spatiales de la mission doit être lancée fin 2028 par une fusée lourde Longue Marche 5 depuis la base de lancement de Wenchang sur l'île Hainan. Le retour sur Terre des échantillons est ensuite programmé vers 2031.

## Contexte

### Le retour d'échantillons martiens: graal de l'exploration du système solaire
L'étude de Mars constitue l'objectif prioritaire des programmes d'exploration des principales agences spatiales. Parmi les planètes du système solaire Mars est la plus proche de la Terre du point de vue de son environnement et de son histoire géologique et la plus susceptible d'avoir abrité des formes de vie.
Une mission qui réaliserait le retour d'échantillons du sol martien sur Terre présente de nombreux avantages par rapport aux missions scientifiques utilisant des robots équipés de mini-laboratoires embarqués comme l'astromobile de la NASA Curiosity :
- faute de pouvoir miniaturiser les instruments les plus puissants (microscope électronique, etc.), ceux-ci ne sont disponibles que sur Terre ;
- certaines manipulations ne peuvent être automatisées ;
- le retour d'échantillons sur Terre permet de recommencer les analyses au fur et à mesure des progrès des outils d'investigation.

### Le projetMars Sample Returnde la NASA et de l'ESA
La NASA (agence spatiale américaine), épaulée par l'Agence spatiale européenne, développe une mission de retour d'échantillons martiens (Mars Sample Return) dont la première étape est déjà en cours : l'astromobile Perseverance collecte depuis début 2022 des carottes de sol sur des sites soigneusement choisis pour leur potentiel. Ces échantillons doivent à terme être récupérés et ramenés sur Terre par des engins spatiaux en cours de développement. Les échantillons sont prélevés sur plusieurs sites remarquables situés dans une région qui a pu abriter la vie (ancien delta dans le cratère Jezero). La mobilité de l'astromobile et son équipement avec une batterie d'instruments (caméras, spectromètres, etc.) lui permet de sélectionner des échantillons de sol significatifs tout en collectant de nombreuses données fournissant le contexte géologique. Le retour de ces échantillons sur Terre nécessite le développement de trois engins spatiaux. Selon le planning en vigueur mi-2022, la mission devrait déboucher sur un retour des échantillons en 2031. Mais en avril 2024, devant l'envolée des couts qui atteignent 11 milliards US$, la NASA décide de revoir le scénario de la mission et demande à ses partenaires industriels de proposer des solutions alternatives. Début mai 2025 le président américain Donald Trump nouvellement élu, qui a décidé de tailler dans le budget de la NASA en réduisant drastiquement les sommes consacrées à la science et au climat, soumet une proposition de budget 2026 qui prévoit l'annulation de la mission. Celle-ci toutefois doit être votée par les élus des Sénat américain et de la Chambre des représentants.

### Montée en puissance du programme spatial chinois
Au cours des deux dernières décennies le programme spatial chinois a rapidement progressé dans tous les domaines. Les débuts de l'exploration du système solaire par la Chine ne remontent qu'à 2007 (orbiteur lunaire Chang'e 1) mais les ingénieurs chinois ont très rapidement franchi les étapes : dépose d'un astromobile à la surface de notre satellite en 2013 (Chang'e 3), en 2018 exploration de la face cachée de la Lune par un astromobile (Chang'e 4), une première dans le domaine spatial, en 2020 retour d'un échantillon de sol lunaire (Chang'e 5).
La Chine ayant acquis de solides bases techniques avec ses missions lunaires, elle s'attaque  à l'exploration du reste du système solaire à compter de 2020. Alors que la NASA avait procédé de manière incrémentale, cette année là elle lance vers Mars la mission Tianwen 1 qui comprend à la fois un orbiteur un atterrisseur et un astromobile (rover) réalisant simultanément trois premières. Le succès est total : l'atterrisseur se pose en douceur et l'astromobile remplit sa mission au dela de la durée prévue tandis que l'orbiteur est toujours opérationnel début 2025. Cette année là la Chine doit lancer la sonde spatiale Tianwen 2 dont l'objectif est de ramener des échantillons du sol d'un astéroïde.

## Développement de la mission de retour d'échantillons chinoise

### Lancement du projet d'une mission de retour d'échantillons martiens (2021)
Les responsables chinois décident en septembre 2021 de lancer vers 2028 une mission de retour d'échantillons martiens qui est baptisée en 2022 Tianwen 3. Ce projet dont la complexité avait jusqu'à récemment fait reculer la NASA et l'Agence spatiale européenne était déjà évoqué par les responsables chinois en 2017. Le scénario chinois repose sur le lancement de deux missions. La première serait chargée de se poser sur le sol martien, de prélever les échantillons de sol et de remonter en orbite, tandis que la deuxième mission serait chargé de récupérer le container d'échantillons en orbite martienne et de le ramener sur Terre. La première mission pourrait être lancée par une fusée Longue Marche 5 tandis que la seconde mission pourrait être prise en charge par une fusée Longue Marche 3B. Un scénario antérieur reposant sur l'utilisation d'une fusée lourde Longue Marche 9 est donc abandonné. Mi 2022 le retour sur Terre des échantillons sur Terre est prévu en 2031 soit deux ans avant la mission conjointe de la NASA et de l'ESA Mars Sample Return,.
En avril 2025 l'agence spatiale chinoise confirme la date de lancement (2028) et apporte un certain nombre de précisions sur les caractéristiques de la mission : utilisation de deux lanceurs Longue Marche 9, conception de l'orbiteur chargé de ramener la capsule d'échantillons sur Terre, décision de réserver 20 kilogrammes de charge utile (instrumentation scientifique) qui sera utilisable par des équipes non chinoises (le résultat de la sélection doit être annoncé en octobre 2025),.

## Objectifs de la mission
L'objectif principal de la mission est de ramener sur Terre des échantillons de sol martien pour y rechercher des indices de vie présente ou passée sur Mars. Pour y parvenir les scientifiques chinois ont défini une stratégie qui doit permettre de prélever des échantillons de sol, d'identifier les signatures biologiques potentielles tout en prenant en compte les contraintes d'ingénierie. Les autres objectifs de la mission sont d'étudier la géologie de la Mars et les caractéristiques de la structure interne de la planète, étudier la circulation atmosphérique et l'échappement atmosphérique de Mars, et contribuer de façon significative à l'étude de l'évolution de l'habitabilité des planètes similaires à la Terre.

## Sélection du site
Le site retenu pour le prélèvement du site doit à la fois présenter des caractéristiques favorables par le passé au développement de la vie (ancien delta de rivière, lagune, océan) tout respectant certaines contraintes techniques permettant l'atterrissage et la survie d'un engin spatial : altitude inférieure à -3 kilomètres par rapport au niveau de référence (pour donner le temps à l'atterrisseur de réduire suffisamment sa vitesse), latitude comprise entre 17 et 30°N (énergie solaire suffisante), pente inférieure ou égale à 8° et proportion de la surface couverte de rochers inférieure à 10% (condition garantissant un taux de survie minimal à l'atterrissage). D'après une étude publiée fin 2024, les équipes chinois ont identifié 86 sites d'atterrissage potentiels concentrés principalement dans les régions de Chryse Planitia et Utopia Planitia dont 51 satisfont le cahier des charges des ingénieurs.

## Caractéristiques techniques
La mission Tianwen 3 met en oeuvre deux engins spatiaux distincts, :
- LANOM (Lander-ascender-Mars orbiter module, chinois : 着上服组合体 ; pinyin : zhe shàng fú zǔhétǐ ; litt. « ensemble d'atterrissage, de remontée et d'entretien ») est composé de trois sous-ensembles : l'atterrisseur, la fusée chargée de ramener le containeur d'échantillons en orbite et l'orbiteur qui reste en orbite autour de Mars. L'atterrisseur, qui utilise un étage de descente similaire à celui utilisé par Tiawen 1, comprend, une foreuse et un bras robotisé pour prélever les échantillons, deux instruments permettant l'analyse du sol et des roches ainsi qu'un drone et des rovers à pattes. La fusée MAV (Mars Ascent Vehicle) comporte deux étages et a une masse maximale de 360 kilogrammes. On se sait pas si celle-ci utilise des ergols liquides ou du propergol solide L'orbiteur MO chinois : 服务器 ; pinyin : zhe shàng fú zǔhétǐ ; litt. « module de service ») emporte des systèmes de communication avec la surface martienne et avec la Terre et des instruments scientifiques. Il est conçu pour fonctionner au moins cinq ans donc longtemps après le retour des échantillons sur Terre.
- EORM (Earth Orbiter-Re-entry Module , chinois : 轨返组合体 ; pinyin : guǐ fǎn zǔhétǐ ; litt. « ensemble orbital et de retour »)   qui se place en orbite autour de Mars puis récupère le container d'échantillons avant de retourner vers la Terre. Le container est placé dans une capsule qui est larguée lors du survol de la Terre. EORM a un corps central de forme cubique avec des panneaux solaires verticaux[Note 1] similaires à ceux du vaisseau spatial Mengzhou. Lla capsule contenant les échantillons martiens aura une forme conique (sans doute pour lui permettre de résister à sa rentrée atmosphérique à grande vitesse), donc différente de celle de Chang'e 5.

## Instruments scientifiques
La mission emporte plusieurs caméras et six instruments scientifiques, dont deux installés sur l'atterrisseur, deux sur l'engin spatial restant en orbite autour de Mars, et deux sur l'orbiteur qui doit revenir vers la Terre. Par ailleurs 5 kilogrammes de charge utile à bord de l'orbiteur et 15 kilogrammes à bord de l'orbiteur de retour sur Terre sont réservés pour des partenariats internationaux.

### Atterrisseur
L'atterrisseur emporte deux instruments dont l'objectif est de permettre la sélection des échantillons de sol à prélever :
- MSPR (Mars Subsurface Penetrating Radar) est un radar à pénétration de sol pour étudier les strates du sous-sol de Mars sous l'atterrisseur[5].
- RaFAM (Raman and Fluorescence Analyzer for Mars) est un spectromètre Raman pour analyser les minéraux et molécules organiques. Cet instrument sera utilisé pour sélectionner les zones de collecte et les roches dans lesquels la foreuse prélèvera des échantillons pour analyser. Il fournira également des données contextuelles permettant de mieux comprendre la nature des carottes prélevées[5].

### Orbiteur martien ouMars Orbiter(MO)
L'objectif principal de l'orbiteur est d'accompagner l'atterrisseur. Une fois en orbite martienne il remplit des objectifs scientifiques secondaires à l'aide de deux instrument dédié à l'étude de l'échappement atmosphérique et de la structure interne de la planète :
- PENAAA (Precipitating Energetic Neutral Atom and Aurora Detector) étudie l'échappement atmosphérique de Mars[5].
- MOVMag (Mars Orbiter Vector Magnetometer) est un magnétomètre destiné à mesurer l'environnement magnétique de Mars[5].

### Orbiteur revenant sur Terre ouEarth Return Orbiter(ERO)
L'orbiteur de retour sur Terre est équipé d'instruments étudiant la surface de Mars et pouvant ainsi aider à la sélection du site d'atterrissage :
- MIHI (Mid-Infrared Hyperspectral Imager) est un imageur hyperspectral infrarouge pour étudier la composition de la surface de Mars[5].
- MMC (Mars Martian Multispectral Camera) est une caméra multispectrale pour fournir des images haute résolution de la surface de Mars[5].

### Instruments fournis par d'autres pays
L'agence spatiale chinoise a réservé 20 kilogrammes de charge utile pour l'emport d'instruments fournis par d'autres pays. Ceux-ci seront installés à bord des deux orbiteurs. La masse maximale d'un instrument donné ne doit pas dépasser 5 kilogrammes et sa consommation d'énergie doit être inférieure à 40 Watts.

## Déroulement prévisionnel de la mission
Les deux engins spatiaux de la mission Tianwen 3 doivent être lancées par des fusées Longue Marche 5 depuis la base de lancement de Wenchang en 2028. Deux plannings sont envisagés avec des lancements à environ un mois ou six mois d'intervalle. Dans les deux cas l'engin comportant l'atterrisseur LAMOM est lancé en premier. Lorsque le premier engin arrive au niveau de Mars l'atterrisseur se sépare de l'orbiteur et pénètre dans l'atmosphère de Mars sans se placer en orbite au préalable autour de Mars (contrairement à Tianwen 1). Après la séparation l'orbiteur MO (Mars Orbiter) s'insère sur une orbite fortement elliptique (400 x 76000 km) avec une inclinaison orbitale de 56°. Il est conçu pour fonctionner au minimum cinq ans. Il sert de relais de télécommunications entre la surface de Mars et la Terre tout en recueillant des données scientifiques.
L'atterrisseur, une fois à la surface de Mars, analyse le sol à l'aide de ses instruments pour identifier les terrains à sa portée qui présentent le plus d'intérêt puis recueille les échantillons de sol à l'aide de sa foreuse et d'un bras robotisé qu'il place dans un container. Dans la mesure où il ne pourra prélever des échantillons que dans la zone d'atterrissage (les contraintes de masse ne lui permettent pas de transporter un astromobile équipé pour prélever des échantillons du sol), les objectifs de la mission chinoise sont beaucoup plus modestes que son équivalent américain MSR. Ce dernier ramènera en effet des échantillons de sol collectés par Perseverance sur une dizaine de sites choisis de manière très précise et documentés. Il met également en œuvre un drone et des astromobiles (rovers) à pattes dont la fonction précise n'est pas connue. Le container est placé dans une fusée à deux étages MAV (masse totale maximale inférieure à 360 kilogrammes) qui décolle et se place en orbite autour de Mars. Les opérations au sol, qui se déroulent à cheval sur les années 2029/2030, ont duré quelques mois.
Entre temps la deuxième sonde spatiale EORM, qui doit ramener les échantillons sur Terre, s'est placée sur une orbite circulaire basse à une altitude de 350 kmavec une inclinaison orbitale de 30°, où elle recueille des données scientifiques sur Mars durant deux ans jusqu'au décollage ramenant les échantillons de sol. Un rendez-vous orbital entre les deux engins spatiaux est réalisé pour permettre le transfert du container dans la capsule qui doit revenir sur Terre. Les ingénieurs chinois ont mis au point une série de mécanismes complexes qui effectuent ce transfert. EORM quitte alors l'orbite martienne et se dirige vers la Terre. Lorsqu'elle survole celle-ci, elle largue la capsule contenant les échantillons. Celle-ci effectue une rentrée atmosphérique protégé par son bouclier thermique conique, atterrit en douceur et est récupérée par les scientifiques chinois qui doivent en analyser le contenu dans un laboratoire équipé à cette fin.
Si le planning annoncé en 2025 est respecté, les chinois devraient disposer de ces échantillons de sol martien dès 2031. Compte tenu des déboires rencontrés par le projet Mars Sample Return développé par la NASA et l'Agence spatiale européenne, qui dans tous les cas n'aura pas abouti à cette date (au plus tôt 2033), la Chine deviendrait alors la première puissance spatiale à réaliser cette première.